# Chim chích Radde
Chim chích Radde, tên khoa học Prunella ocularis, là một loài chim trong họ Prunellidae.